# آرماندو لاتینی
آرماندو لاتینی (ایتالیایی: Armando Latini؛ زادهٔ ۲۰ مهٔ ۱۹۱۳) دوچرخه‌سوار اهل ایتالیا است.
وی در مسابقات کشوری و بین‌المللی در مجموع برندهٔ ۱ مدال نقره شده‌است.